# Circuito Radial PDVSA
El Circuito Radial PDVSA es una red de 17 emisoras FM pertenecientes a la empresa estatal venezolana PDVSA. El circuito radial es autónomo del Sistema Nacional de Medios Públicos de Venezuela.
Un antecedente del Circuito Radial PDVSA fue La Voz de Maraven (actualmente llamada PDVSA 105.7 FM), radio fundada en febrero de 1983 en Punto Fijo.

## Estaciones
Fuente:
| Estado            | Ciudad         | Nombre | FM    |
| ----------------- | -------------- | ------ | ----- |
| Estado Anzoátegui | Anaco          | PDVSA  | 106.3 |
| Estado Anzoátegui | Puerto La Cruz | PDVSA  | 99.7  |
| Estado Anzoátegui | San Tomé       | PDVSA  | 105.5 |
| Apure             | Guasdualito    | PDVSA  | 94.3  |
| Barinas           | Barinas        | PDVSA  | 99.1  |
| Carabobo          | El Palito      | PDVSA  | 95.3  |
| Falcón            | Punto Fijo     | PDVSA  | 105.7 |
| Monagas           | Maturín        | PDVSA  | 95.5  |
| Sucre             | Cumaná         | PDVSA  | 101.1 |
| Sucre             | Güiria         | PDVSA  | 106.3 |
| Zulia             | Lagunillas     | PDVSA  | 96.7  |